# Rolf-Rüdiger Forst
 Rolf-Rüdiger Forst (* 1. August 1946 in Köln) ist ein Politiker der CDU und ehemaliges Mitglied der Hamburgischen Bürgerschaft.

## Leben und Beruf
Nach dem Besuch einer katholischen Volksschule von 1954 bis 1963  absolvierte Rolf-Rüdiger Forst eine Drogistenausbildung und besuchte die Drogistenfachschule in Köln. Es folgte von 1964/65 eine Substitutenausbildung und eine Tätigkeit beim Kaufhaus des Westens in Berlin. Seine Wehrpflicht übte Forst von 1965/66 bei der Luftwaffe aus. Seit 1967 ist er aktives Mitglied des Deutschen Roten Kreuzes.
Er ist verheiratet und hat ein Kind.

## Politik
Rolf-Rüdiger Forst wurde 1982 Mitglied in der CDU. Er war Abgeordneter im Ortsausschuss Lokstedt und in der Bezirksversammlung Hamburg-Eimsbüttel.
Er war Mitglied der Hamburgischen Bürgerschaft in der 16. Wahlperiode von 1997 bis 2001. Für seine Fraktion saß er im Verfassungsausschuss sowie  im Eingabenausschuss.